# Isidore de Stein d'Altenstein

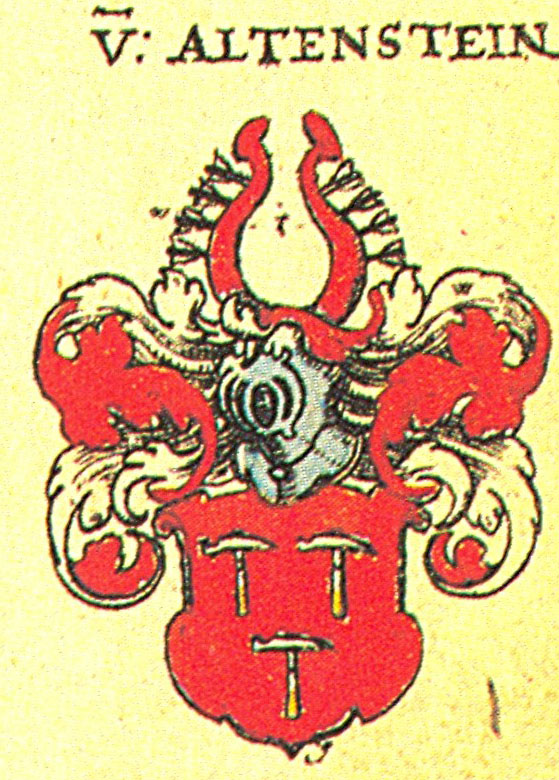
Armoiries de la famille de Stein d'Altenstein : "'de gueules, à trois marteaux d'or".

Le baron Isidore de Stein d'Altenstein, chevalier de l'ordre de Charles III et de l'ordre de Louis de la Hesse grand-ducale, né à Mesnil-Saint-Blaise (province de Namur) en 1819 et décédé à Namur en 1896,  est un fonctionnaire, diplomate, héraldiste et généalogiste belge.
Il était apparenté au célèbre baron Karl vom Stein zum Altenstein, ministre du royaume de Prusse.

## Sa carrière
Commis au Ministère des Affaires Étrangères (Service de la Noblesse), il devint ensuite consul général de Belgique à Pest. De par ses fonctions au Service de la Noblesse de cette administration, il se consacrait aux questions concernant la noblesse, l'héraldique et à la généalogie, ce qui l'amena à publier des livres traitant de ce domaine.
Il était membre de l'Académie d'archéologie de Bruxelles.

## Ses publications
Il est le fondateur de la série des Annuaire de la noblesse de Belgique qu'il publia à partir de 1847.
Son armorial de la noblesse belge fut un des premiers du genre.

## Valeur de son œuvre
L'œuvre d'Isidore de Stein d'Altenstein même si elle est intéressante pour les époques récentes, n'en a pas moins les défauts des généalogistes du XIXe siècle dès qu'il remonte dans le passé et ne peut donc pas toujours être considérée comme crédible.

## Publications
- Armorial du royaume de Belgique, Bruxelles, 1845, deux volumes.
- Annuaire de la noblesse du royaume de Belgique, 1847 et seq[2].
- Armorial des alliances de la noblesse de Belgique, Bruxelles, 1880.